# Татиу
Татиу (фр. Tatihou) — остров в Нормандии площадью 0.29 км². Расположен в порту Сен-Ва-Ла-Уг (департамент Манш).

## Описание
Площадь острова 0,29 км² и он является приливным.
На острове находятся:
- форт Вобан[2], построенный в 1694 году после сражения при Барфлёре. С 2008 года группа укреплений, в которую входит форт, была внесена в список Всемирного наследия ЮНЕСКО[3];
- бывший лазарет, построенный в 1720 году, чтобы предотвратить распространение чумы, в котором сейчас находится морской музей и ботанический сад;
- птичий заповедник[4];
- таможенный дом 1805 года.